# 锐裂银莲花
锐裂银莲花（学名：Anemone laceratoincisa）是毛茛科银莲花属的植物，为中国的特有植物。分布于中国大陆的甘肃等地，目前尚未由人工引种栽培。